# Biot (Alpes-Maritimes)
Biot ist eine Gemeinde im Südosten Frankreichs im Département Alpes-Maritimes (06) der Region Provence-Alpes-Côte d’Azur mit 10.196 Einwohnern (Stand 1. Januar 2022). Zusammen mit Antibes, Mougins, Valbonne, Vallauris und zwölf weiteren Kommunen bildet sie den Gemeindeverband Sophia Antipolis. In der Gemeinde befindet sich das nationale Kunstmuseum Fernand Léger, das jährlich von rund 30.000 Personen besucht wird. Bekannt ist Biot ebenfalls für Glasbläserei und für Töpferwaren mit einem typischen Blauton.

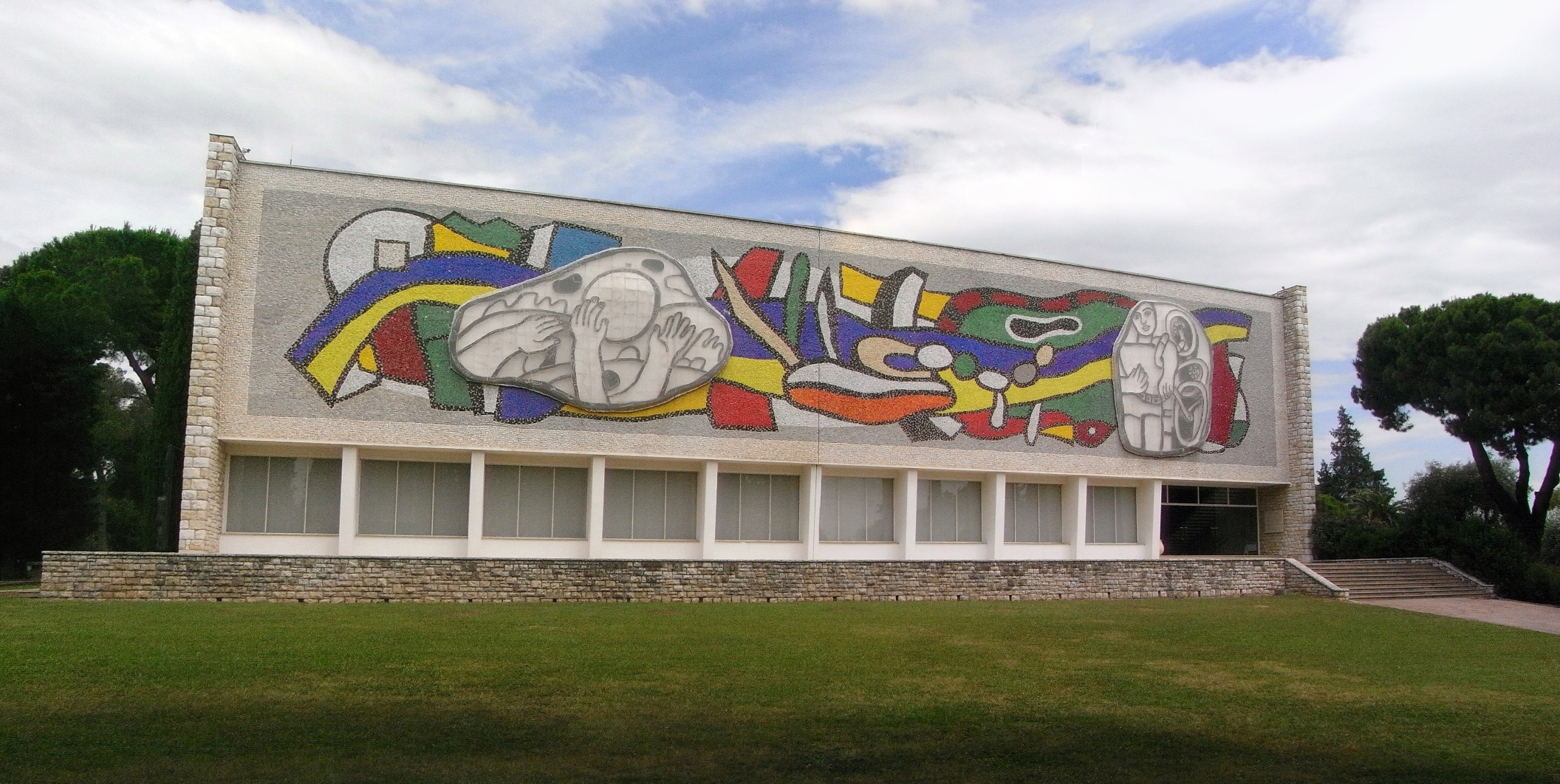
Museum Fernand Léger

## Geografie

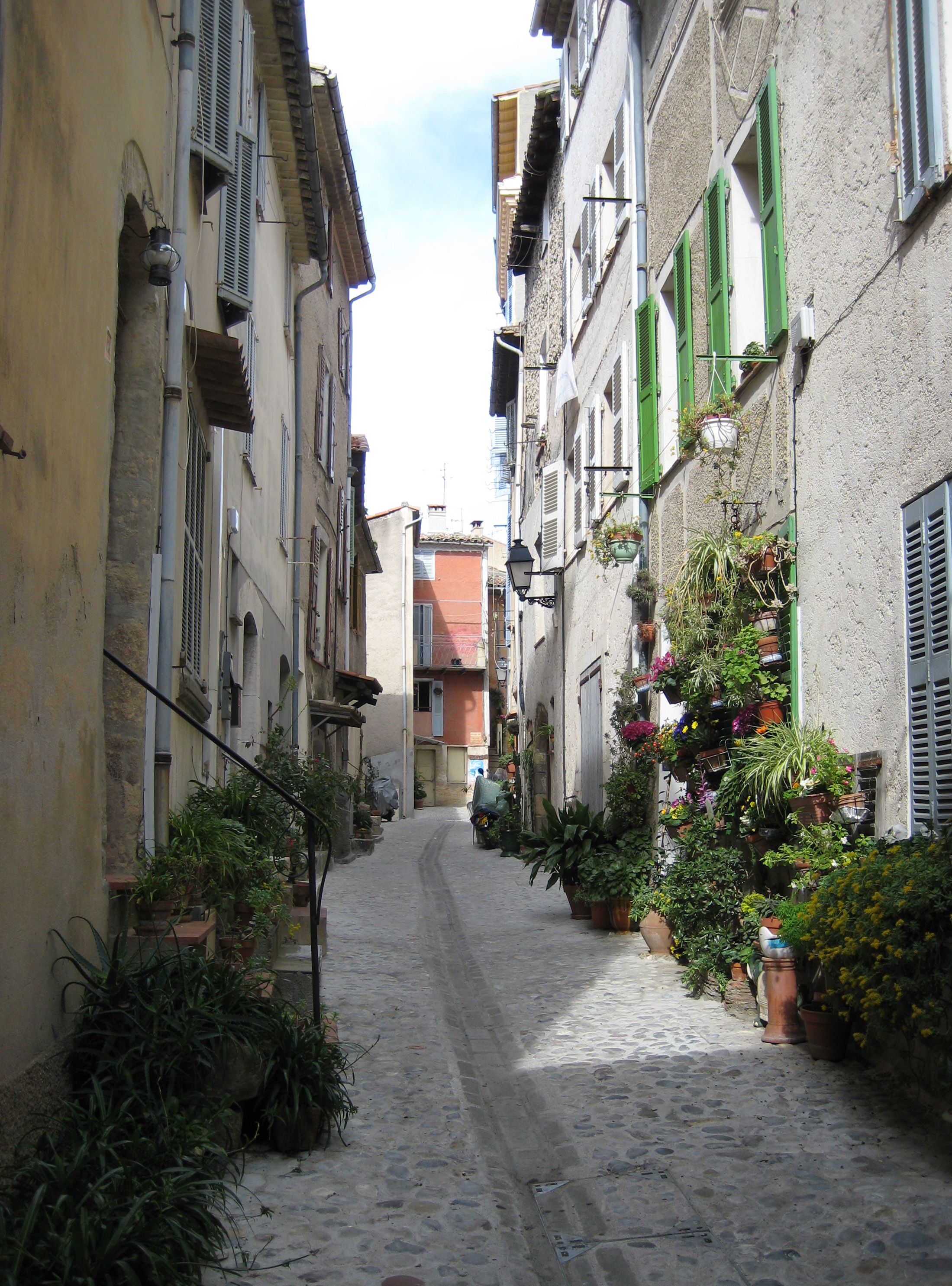
Eine Gasse in Biot

Die Stadt liegt im Südosten Frankreichs zwischen Villeneuve-Loubet und Cannes. Der historische Kern konzentriert sich auf dem Gipfel eines Hügels, während neuere Siedlungen, unter anderem Biot 3000, an dessen Fuß angesiedelt sind.

## Geschichte
Vermutlich wurde die Gegend um Biot das erste Mal von Ligurern im zweiten Jahrhundert vor Christus besiedelt. Der römische Konsul Quintus Opimius eroberte die Stadt 154 v. Chr. und unterstellte die Region der Stadt Antipolis, dem heutigen Antibes.

### Bevölkerungsentwicklung
| Jahr                       | 1962 | 1968 | 1975 | 1982 | 1990 | 1999 | 2007 | 2016 |
| Einwohner                  | 2048 | 2656 | 2745 | 3680 | 5575 | 7395 | 8995 | 9804 |
| Quellen: Cassini und INSEE |      |      |      |      |      |      |      |      |

## Sehenswürdigkeiten
Siehe: Liste der Monuments historiques in Biot (Alpes-Maritimes)

## Partnerstädte
- Vernante (Italien)
- Tacoma (Vereinigte Staaten)

## Persönlichkeiten, die mit Biot verbunden sind
- Fernand Léger (1881–1955), ein französischer Maler, lebte dort.
- Claude Autant-Lara (1901–2000), französischer Filmregisseur, lebte dort.
- Leopold III. (1901–1983) und Prinzessin Lilian (1916–2002) kauften 1969 das Herrenhaus Clausonnes in Biot, wo sie bis in die 1980er Jahre Urlaub machten. Das Haus wurde dann verkauft.
- Raymond Peynet (1908–1999), ein französischer Karikaturist, Illustrator und Kupferstecher, lebte dort.
- Hans Hedberg (1917–2007), ein schwedischer Bildhauer und Keramiker, lebte dort.
- Juliette Armanet (* 1984), französische Sängerin, Songwriterin und Musikerin, verbringt dort ihre Ferien.